# スペルバウンド (イングヴェイ・マルムスティーンのアルバム)
『スペルバウンド』（Spellbound）は、2012年に発表されたイングヴェイ・マルムスティーンの19作目のスタジオ・アルバム。

## 概要
発売名義は「イングヴェイ・J・マルムスティーンズ・ライジング・フォース」である。専任のヴォーカリストを迎えず、イングヴェイが全楽器とリード・ヴォーカルを担当した作品となり、これはイングヴェイ初の試みとなった。全13曲中、10曲がインスト曲で残り3曲（Let Sleeping Dogs Lie、Repent、Poisoned Minds）をイングヴェイが歌っている。「Turbo Amadeus」はモーツアルトの交響曲第25番 ト短調 K. 183 (173dB) 第1楽章の一節から引用しているが、1995年発表の「マグナム・オーパス」収録の「Overture 1622」においても同曲から引用されている。
日本の初回生産限定盤のデラックス・エディションには、イングヴェイ本人による楽曲解説などのインタビューを収録したDVDが付属された。日本盤ジャケットの帯解説は「前作『リレントレス』に続く2年ぶりのオリジナル・アルバムが完成！その華麗なるギタープレイは勿論、すべてのインストゥルメンツからヴォーカルまでをも自らこなした意欲作！」である。

## 収録曲
| 全作曲・編曲: イングヴェイ・マルムスティーン。 |                                                                          |                                |                                |      |
| #                                              | タイトル                                                                 | 作詞                           | 作曲・編曲                     | 時間 |
| 1.                                             | 「スペルバウンド」(Spellbound)                                           | (Instrumental)                 | (Instrumental)                 | 4:29 |
| 2.                                             | 「ハイ・コンプレッション・フーガ」(High Compression Fugue)               | (Instrumental)                 | (Instrumental)                 | 3:20 |
| 3.                                             | 「レット・スリーピング・ドッグス・ライ」(Let Sleeping Dogs Lie)          | イングヴェイ・マルムスティーン | イングヴェイ・マルムスティーン | 4:43 |
| 4.                                             | 「リペント」(Repent)                                                     | イングヴェイ・マルムスティーン | イングヴェイ・マルムスティーン | 3:15 |
| 5.                                             | 「マジェスティック12・スイート 1,2&3」(Majestic 12 Suite 1,2&3)          | (Instrumental)                 | (Instrumental)                 | 9:02 |
| 6.                                             | 「エレクトリック・デュエット」(Electric Duet)                            | (Instrumental)                 | (Instrumental)                 | 1:34 |
| 7.                                             | 「ナスカ・ラインズ」(Nasca Lines)                                        | (Instrumental)                 | (Instrumental)                 | 2:56 |
| 8.                                             | 「ポイズンド・マインズ」(Poisoned Minds)                                 | イングヴェイ・マルムスティーン | イングヴェイ・マルムスティーン | 3:04 |
| 9.                                             | 「ゴッド・オブ・ウォー」(God Of War)                                     | (Instrumental)                 | (Instrumental)                 | 7:20 |
| 10.                                            | 「アイアン・ブルーズ」(Iron Blues)                                       | (Instrumental)                 | (Instrumental)                 | 3:26 |
| 11.                                            | 「ターボ・アマデウス」(Turbo Amadeus)                                    | (Instrumental)                 | (Instrumental)                 | 1:13 |
| 12.                                            | 「フロム・ア・サウザンド・カッツ」(From A Thousand Cuts)                 | (Instrumental)                 | (Instrumental)                 | 3:24 |
| 13.                                            | 「レクイエム・フォー・ザ・ロスト・ソウルズ」(Requiem For The Lost Souls) | (Instrumental)                 | (Instrumental)                 | 6:17 |
| 合計時間:                                      | 合計時間:                                                                | 合計時間:                      | 54:03                          |      |

| #  | タイトル                                              | 作詞 | 作曲・編曲 |
| -- | ----------------------------------------------------- | ---- | ---------- |
| 1. | 「★Album Interview」(アルバム・インタビュー)          |      |            |
| 2. | 「★Song by Song Interview」(曲ごとの解説インタビュー) |      |            |
| 3. | 「★Signature Model」(シグネイチャー・モデルの紹介)    |      |            |
| 4. | 「★Photo Session」(写真撮影風景)                      |      |            |

## 参加者
- イングヴェイ・マルムスティーン	 - ギター、ベース、ヴォーカル、キーボード、ドラム、ギター・シンセサイザー、シタール、チェロ、 ミックス
- キース・ローズ - ミックス・エンジニア